# 冯秀藻
冯秀藻（1916年4月3日—1993年），男，湖南长沙人，中国农业气象学家、教育家，南京气象学院教授。曾任中国气象学会常务理事。